# Folk-Theorem
Ein Folk-Theorem beschreibt mögliche Gleichgewichte in wiederholten Spielen. Das Einsatzgebiet des Folk-Theorems ist die Modellierung von langfristigen Verträgen und Interaktionen von Menschen (zum Beispiel Kreditverträge, Gesellschaftsverträge, (implizite) Arbeitsverträge, Verhalten in der Ehe oder einer sonstigen sozialen Bindung …).

## Namensgebung
Den Namen erhielt das Theorem vermutlich aus der Tatsache heraus, dass es bereits vor seiner Formulierung in den Köpfen der Spieltheoretiker als evident galt und es keinem einzelnen Wissenschaftler, sondern nur dem „wissenschaftlichen Volk“ als ganzem zu verdanken ist.
Einer anderen Ansicht nach ist die Aussage des Folk-Theorems so einsichtig, dass sie bereits lange vor der wissenschaftlichen Niederschrift implizit im Kollektivwissen der Menschen, des Volkes, existent war.
Ungeachtet der Intuitivität der Aussagen ist der mathematische Beweis alles andere als trivial und soll hier nicht erfolgen. Das Theorem wird lediglich in Worten erklärt.
Zur Namensgebung vgl. Falsches Zipfsches Gesetz.

## Aussage des Theorems
In einem unendlich oft wiederholten Spiel mit {\displaystyle n} Akteuren und einer endlichen Menge an Aktionen kann jede Kombination von individuell rationalen, erreichbaren Auszahlungen als teilspielperfektes Nash-Gleichgewicht gestützt werden.

## Erklärung
Ein Nash-Gleichgewicht in einem wiederholten Spiel ist eine Strategienkombination, bei der sich kein Spieler – bei gegebenen Strategien der anderen – durch Abweichen in irgendeiner Periode verbessern kann. Jeder Spieler diskontiert die Zahlungen {\displaystyle x} aus den zukünftigen Runden mit einem (individuellen) Diskontfaktor {\displaystyle \delta }. Der gegenwärtige Wert des Spiels für den Spieler ist daher gegeben durch
{\displaystyle V=x_{t}+\delta x_{t+1}+\delta ^{2}x_{t+2}+\delta ^{3}x_{t+3}+\cdots =\sum _{i=0}^{\infty }\delta ^{i}x_{t+i}}
Ist der Diskontfaktor {\displaystyle \delta } hoch (nahe 1), wird die Zukunft nur geringfügig diskontiert, d. h. die Zukunft ist wichtig und der Spieler ist geduldig. Die zukünftigen Zahlungen haben ein hohes Gewicht. Der Spieler wird die zukünftigen Auszahlungen nicht wegen eines einmaligen Abweichgewinns „aufs Spiel“ setzen.
In einem Nash-Gleichgewicht muss jeder Spieler im Durchschnitt mindestens eine Auszahlung in Höhe seiner Maximin-Auszahlung bekommen. Auszahlungen, die mindestens so groß sind wie die Maximin-Auszahlung, heißen individuell rational. Eine individuell rationale Auszahlung ist mit einem Vorteil gegenüber der Maximin-Auszahlung verbunden.
Ein langfristiges Gleichgewicht wird erreicht, indem die Spieler sich wechselseitig bei Abweichung vom „erwünschten“ Verhalten eine Bestrafung androhen.
Eine solche Bestrafung ist der einmalige Entzug des Vorteils in der Folgeperiode  („tit for tat“) oder gar die Auflösung des Spiels und damit der Verlust der Vorteile in allen Folgeperioden („grim strategy“).
„Teilspielperfekt“ bedeutet, dass diese Drohungen glaubwürdig sind, d. h., dass sich der bestrafende Spieler durch die Bestrafung nicht selbst schadet (wenn er das Verhalten seiner Gegenspieler als gegeben annimmt).
Auszahlungsprofile, die nicht für jeden Spieler individuell rational sind, lassen sich nicht als langfristiges Gleichgewicht implementieren (da jeder Spieler sich stets ohne Mitwirkung der anderen Spieler die Maximin-Auszahlung sichern kann).

## Abweichen vom Gleichgewicht
Es gibt gemäß dem Folk-Theorem zwei Möglichkeiten, warum ein Spieler trotz Bestrafung vom Gleichgewicht abweicht. Dies ist einmal ein geringes oder gar nullwertiges {\displaystyle \delta } – dem Spieler ist die Zukunft nicht wichtig. Auf der anderen Seite wird der Spieler abweichen, wenn die Wahrscheinlichkeit, dass das Spiel endet, sehr hoch ist und er trotz einem evtl. hohen {\displaystyle \delta } damit rechnet, dass er keine weiteren Vorteile aus dem Spiel ziehen kann.